# Cantonul Meilhan-sur-Garonne
Cantonul Meilhan-sur-Garonne este un canton din arondismentul Marmande, departamentul Lot-et-Garonne, regiunea Aquitania, Franța.

## Comune
| Comune                   | Populație (1999) | Cod poștal | Cod INSEE |
| ------------------------ | ---------------- | ---------- | --------- |
| Cocumont                 | 974              | 47250      | 47068     |
| Couthures-sur-Garonne    | 390              | 47180      | 47074     |
| Gaujac                   | 283              | 47200      | 47108     |
| Jusix                    | 113              | 47180      | 47120     |
| Marcellus                | 802              | 47200      | 47156     |
| Meilhan-sur-Garonne      | 1.327            | 47180      | 47165     |
| Montpouillan             | 672              | 47200      | 47191     |
| Saint-Sauveur-de-Meilhan | 314              | 47180      | 47277     |